# Стефан Василев (футболист)
Вижте пояснителната страница за други личности с името Николай Ананиев.
Николай Ананиев е бивш български футболист, вратар. Играл е за  Металург  има 45 мача и 3 гола. За Левски е изиграл 4 мача за купата на страната и 1 мач за КНК.

## Статистика по сезони
- Чирпан – 1991/92 – В група, 16 мача/2 гола
- Чирпан – 1992/93 – В група, 24/5
- Чирпан – 1993/94 – В група, 30/9
- Чирпан – 1994/95 – Б група, 27/4
- Чирпан – 1995/96 – Б група, 31/3
- Олимпик (Гал) – 1996/97 – Б група, 30/17
- Металург – 1997/98 – А група, 21/2
- Добруджа – 1998/ес. - А група, 4/0
- Добруджа – 1999/00 – А група, 20/1
- Добруджа – 2000/01 – Б група, 14/1
- Албена'97 – 2001/02 – В група, 24/6
- Светкавица – 2003/пр. - Б група, 8/0